# Sankt Peters klosters församling
Sankt Peters klosters församling är en församling i Lunds kontrakt i Lunds stift. Församlingen ligger i Lunds kommun i Skåne län och ingår i Lunds pastorat.
Församlingen omfattar stadsdelen Väster i Lund

## Administrativ historik
Församlingen har medeltida ursprung. Namnet var tidigt även Nunnesogn.
Församlingen var till 2002 moderförsamling i pastoratet Sankt Peters kloster och (Norra) Nöbbelöv, för att därefter till 2014 utgöra ett eget pastorat. Från 2014 ingår församlingen i Lunds pastorat.
Den 1 januari 1946 (enligt beslut den 6 april 1945) överfördes till denna församling ett obebott område omfattande 0,17 km² (varav allt land) från Lunds domkyrkoförsamling. Ett område omfattande 0,12 km² (varav allt land) och med 41 invånare överfördes samtidigt i motsatt riktning - från S:t Peters klosters församling till domkyrkoförsamlingen.
Den 1 januari 1962 överfördes ett område med 6 447 invånare och omfattande en areal av 1,99 km² land från domkyrkoförsamlingen till S:t Peters klosters församling. Ett område med 496 invånare och omfattande en areal av 0,58 km² land överfördes från S:t Peters klosters församling till domkyrkoförsamlingen. Efter dessa gränsförändringar utbröts ur domkyrkoförsamlingen Lunds Allhelgonaförsamling vari ingick ett område ome 0,24 km² land och 2 invånare som först överförts från S:t Peters klosters till Lunds domkyrkoförsamling.
1974 överfördes delar hit från Lunds Allhelgonaförsamling.

## Organister
| Verksam | Namn                             | Levnadstid | Övrigt |
| ------- | -------------------------------- | ---------- | ------ |
| 1952–   | John Olle Harald Henning Nilsson | 1924–      | [ 9 ]  |

## Kyrkor
- Klosterkyrkan
- Petersgårdens kyrka